# Лев'яча грива (оповідання)
«Лев'яча грива» (англ. The Adventure of the Lion's Mane) — твір із серії «Архів Шерлока Холмса» Артура Конана Дойла. Уперше опубліковано у Strand Magazine у 1926 році.

## Сюжет
Шерлок Холмс розповідає, що пішов від усіх справ і поїхав відпочивати на свою віллу, яка розташована в Сассексі, на південному схилі височини Даунз, з якої відкривається гарний і широкий вид на Ла-Манш. Там він живе зі своєю старою служницею та спілкується з мешканцями села Фулворт.
Дивна та загадкова історія, за словами автора, почалася з того, що Холмс спустився на свій улюблений пляж, де часто любив гуляти і дихати свіжим повітрям. Там він зустрічає свого знайомого Гарольда Стекхерста, який був директором школи цього села і користувався великою повагою. Він тримав хороші стосунки з Холмсом. Стекхерст розмовляє з Холмсом і повідомляє йому, що чекає Фіцроя Макферсона, шкільного викладача природничих наук. Холмс не раз зустрічав його на пляжі, коли купався. Однак через кілька хвилин вдалині з'являється Макферсон і, хитаючись, як п'яний, падає на землю. Холмс і Стекхерст біжать на допомогу, але Макферсон швидко вмирає, а перед смертю вимовляє слова «левова грива». На його тілі виявляються численні довгі багряні рани, ніби від ударів батога.
У цю хвилину з'являється викладач математики Ян Мердок, який за описом Холмса був замкнутим, не товариською та дивною людиною. Він і покійний Макферсон не любили один одного, особливо після випадку, коли математик викинув собаку померлого з вікна. Було багато причин, за якими можна було підозрювати Мердока. Холмс посилає його за поліцією, а сам починає оглядати все узбережжя, де нікого більше не було. Він знаходить сухий рушник Макферсона, але труп був мокрим. Тобто померлий не встиг обтертись після купання.
Після цього у вбитого знайшли також деякі любовні записки. Холмсу вдається дізнатися, що Макферсон був закоханий у якусь дівчину на ім'я Мод Белламі. Вона була донькою одного з багатих кріпаків Фулворта. Коли Холмс і Стекхерст прийшли до будинку Белламі, вони зустріли на вулиці Яна Мердока, з яким у директора сталася велика сварка і він звільнив Мердока, проте той навпаки зрадів цьому рішенню. Під час розмови він зізнається, що любив Мод Белламі також, як і померлий вчитель. Але йому вона не відповіла взаємністю і він поступився дорогою Макферсону. Це дає ще одну причину Холмсу, щоб підозрювати Мердока.
У будинку Белламі Холмсу вдається дізнатися, що родичі Мод були проти, щоб вона зустрічалася з людиною нижчого суспільства. Дівчина повідомляє, що батько Макферсона теж був проти їхнього шлюбу. У кінці вона зізналась, що вони таємно обвінчалися недавно, але одружуватись не збиралися.

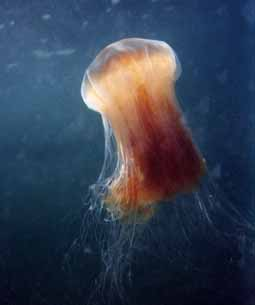
Арктична ціанея

Через кілька днів після вбивства Холмс дізнається у своєї служниці, що здохла собака Макферсона, яка довго сумувала за своїм хазяїном і нічого не їла. Найцікавіше те, що собаку знайшли мертвою на тому ж самому місці, де помер і її господар. Це дуже здивувало Холмса і він навіть вирушив побачити труп бідної змученої жахом собаки.
Далі Холмс розповідає, як він всю ніч рився в різних книгах на горищі свого будинку. На ранок він уже знав, що робити, як раптом до нього завітав один з інспекторів села і заявив, що хоче заарештувати Яна Мердока. На цього підозрілого чоловіка було багато сумнівів. Але незабаром вони розсіялися, як до хати увірвався Стекхерст. Він ледве ніс на собі пораненого Мердока. У нього були ті ж поранення, як і у Макферсона. Холмс дав хворому багато віскі та почав розпитувати Стекхерста. Той розповів, що він гуляв по скелях, як раптом побачив на пляжі волаючого Мердока, який хитався і падав. Він тут же привіз його в будинок детектива. Холмс оголошує, що знає в чому вся суть справу і хто вбивця.
Холмс, Стекхерст та інспектор спускаються на лагуну. Там вони виявляють у воді величезну морську тварину, схожу на левову гриву. Холмс каже, що це отруйна медуза арктична ціанея, яка наблизилася до берега під час шторму. Її отруйні щупальця і лишили сліди, схожі на удари батога. Потім вони скидають велику кам'яну брилу на медузу, вбивши її. Холмс пояснює, що інша назва цієї тварини «левова грива», яку й назвав перед смертю Макферсон. Вона вбила у воді його, собаку і напала на Мердока, який ледве зміг врятуватися. Холмс прочитав про цю морську тварину в одній книзі тоді ж здогадався в чому справа. Мердок встає на ноги вже сповнений бадьорості, а Холмс дарує цю книгу своєму другові директору.

## Галерея
Художник — Говард Елкок.

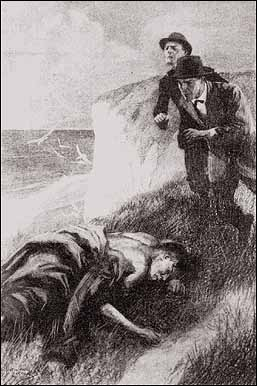
Холмс та Стекхерст біжать на допомогу Фіцрою Макферсону
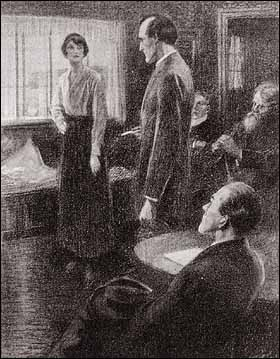
Шерлок Холмс у будинку Белламі
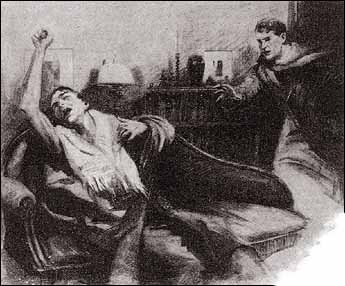
Стекхерст привів пораненого Мердока